# رودولف شنكر
رودولف شنكر (بالإنجليزية: Rudolf Schenker)‏ (وُلد في 8 أغسطس 1948 في هانوفر، ألمانيا) هو موسيقي ومؤسس فرقة الروك الألمانية الشهيرة سكوربينز. وقد أسس فرقة سكوربينز في عام 1965، وهي واحدة من أشهر فرق الروك في العالم، حيث بيعت أكثر من 100 مليون نسخة من ألبوماتهم. ويعد شنكر مؤسس الفرقة ومنتجًا فنيًا لعدد كبير من ألبوماتها. كما أنه يعزف على الغيتار الرئيسية في الفرقة ويشارك في الكتابة على الأغاني. وقد تأثر شنكر بأسلوب الموسيقى البريطانية والأمريكية، وشكلة فرقة سكوربينز نوعًا من الموسيقى الروك الثقيل الذي تميز بالغناء الملحمي والغيتارات الصاخبة والمؤثرات الصوتية.

## بداية

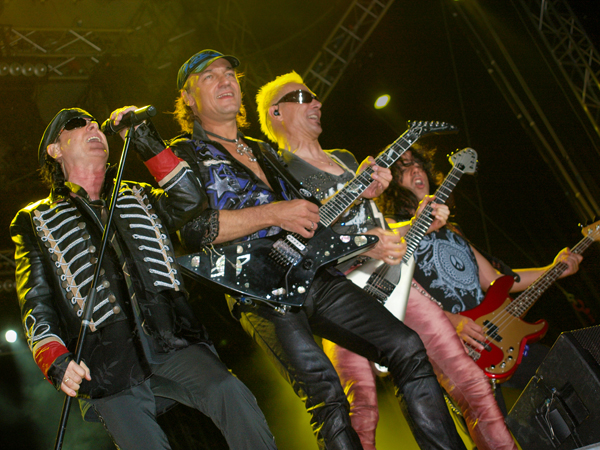
صورة من مهرجان كافارنا روك 2009

منذ تأسيس فرقة سكوربينز في عام 1965، أصبح شنكر واحدًا من القوى الرئيسية الدافعة في كتابة الأغاني واتجاه الموسيقى للفرقة. وقد كان العضو الأكثر استمرارية في فرقة سكوربينز، حيث شارك في كل ألبوم وجولة. كما كان شقيقه الأصغر مايكل شنكر عضوًا في فرقة سكوربينز في الأيام الأولى، قبل الانضمام إلى فرقة UFO.

## جوائز
حصل شنكر على جائزة لوحة مدينة هانوفر، بالإضافة إلى نيشان صليب الاستحقاق من الرتبة الأولى لسكسونيا السفلى في عام 2000.